# Галванаускас, Эрнестас
Эрне́стас Галвана́ускас (лит. Ernestas Galvanauskas; 20 ноября 1882, дер. Зизоняй, Ковенская губерния, Российская империя (ныне — Биржайский район, Литва) — 24 июля 1967, Экс-ле-Бен, Франция) — литовский государственный деятель, премьер-министр Литвы (1919—1920 и 1922—1924).

## Ранние годы
Учился в начальной школе в Вабалининкай и в двухлетнем реальном училище в Паневежисе. Окончил гимназию в Митаве (ныне Елгава). В 1902—1904 и 1906—1908 годах учился в петербургском Горном институте. В 1908—1912 годах завершал образование в Льеже. В 1913 году получил диплом электроинженера.
После событий Революции 1905—1907 годов в России выступил одним из основателей в 1905 году партии Литовский крестьянский союз, который в следующем году объединился с Литовской демократической партией. В декабре 1905 года был участником Великого Вильнюсского сейма, первого съезда литовцев, посвященного главным образом национальным вопросам. В конечном итоге Великий Вильнюсский сейм принял решение требовать автономию в составе Российской империи. В этот период он сотрудничал в газетах «Вильняус жинёс» («Виленские вести»), «Летувос укининкас». Автор ряда научных трудов.
В 1913 году работал в Сербии в консорциуме французских банков. В 1919 году организовал литовское информационное бюро в Париже. Один из создателей Союза крестьян Литвы (Lietuvos valstiečių sąjunga). Член демократической партии.
После обретения Литвой независимости в ноябре 1918 года входил в состав литовской делегации на Парижской мирной конференции (1919). Одновременно возглавлял информационное бюро Литвы в Париже.

## Премьер-министр
Министр-председатель пятого кабинета министров, одновременно министр финансов, торговли и промышленности (7 октября 1919 — 19 июня 1920).
В шестом правительстве Казиса Гринюса (19 июня 1920 — 2 февраля 1922) — министр финансов, торговли и промышленности, исполняющий обязанности министра сообщений.
В седьмом (2 февраля 1922 — 22 февраля 1923), восьмом (23 февраля 1923 — 29 июня 1923) и девятом (29 июня 1923 — 18 июня 1924) правительствах Литвы — министр-председатель и министр иностранных дел. Одновременно в восьмом и девятом правительствах, то есть с февраля 1923 до июня 1924 года, исполнял обязанности министра по делам белорусов. В этот период 24 марта 1923 года Литва аннексировала Мемельланд, часть Восточной Пруссии к северу от Мемеля с портом Мемель, нынешнюю Клайпеду, которая с конца Первой мировой войны находилась в ведении Лиги Наций. Чтобы укрепить свои позиции в правительстве, особенно в отношении аннексии Мемелланда, он стремился расширить отношения с США.
В 1924—1927 годах — посол Литвы в Лондоне.

## Клайпеда
В 1927—1928 годах — председатель правления Клайпедского порта. Учредил в Клайпеде товарищество дешёвых квартир для рабочих литовцев. В 1934—1939 годах — первый ректор Клайпедского коммерческого института.

## Поздние годы
В правительстве Антанаса Меркиса (21 ноября 1939 — 17 июня 1940) был министром финансов. После вхождения в 1940 году Литвы в состав СССР выехал в Клайпеду, к этому моменту вошедшую в состав нацистской Германии. В январе 1941 года вошёл в Литовский национальный комитет (Lietuvos Tautinis Komitetas) и был его председателем (комитет был создан за границей в сентябре 1940 года по инициативе остававшихся за рубежом послов независимой Литовской Республики и при участии бежавшего президента Антанаса Сметоны. Предполагалось, что Национальный комитет трансформируется в литовское правительство в изгнании. Однако никакой существенной роли комитет не сыграл), в результате чего выслан из Клайпеды в Германию, где в 1946 году принял участие в деятельности созданного в период оккупации Верховного комитета освобождения Литвы. В 1947 году эмигрировал на Мадагаскар, где занимался преподавательской деятельностью. В 1963 году переехал во Францию, где и умер.